# Mallodeta sanguipuncta
Mallodeta sanguipuncta là một loài bướm đêm thuộc phân họ Arctiinae, họ Erebidae.